# آرمن سانتروسیان
آرمن بارویری سانتروسیان (ارمنی: Արմեն Պարույրի Սանթրոսյան زاده ۱۶ آوریل ۱۹۴۷) یک بازیگر نمایشنامه‌نویس اهل ارمنستان است وی از سال میلادی تاکنون مشغول فعالیت بوده است.

## زندگی‌نامه
وی در ۱۶ آوریل ۱۹۴۷ ‏در ایروان به دنیا آمد و از انستیتو دولتی هنرهای زیبای ایروان (۱۹۶۸) دانشگاه دولتی ایروان (۱۹۷۲) فارغ‌التحصیل شد. وی فرزند بارویر سانتروسیان و برادر آرئو سانتروسیان بود. وی عضو اتحادیه نویسندگان ارمنستان می‌باشد. . وی همچنین برندهٔ جوایزی همچون هنرمند شایسته ارمنستان شوروی (۱۹۸۰) و هنرمند مردمی جمهوری ارمنستان (۲۰۰۴) شده است.